# 凱文·布倫南

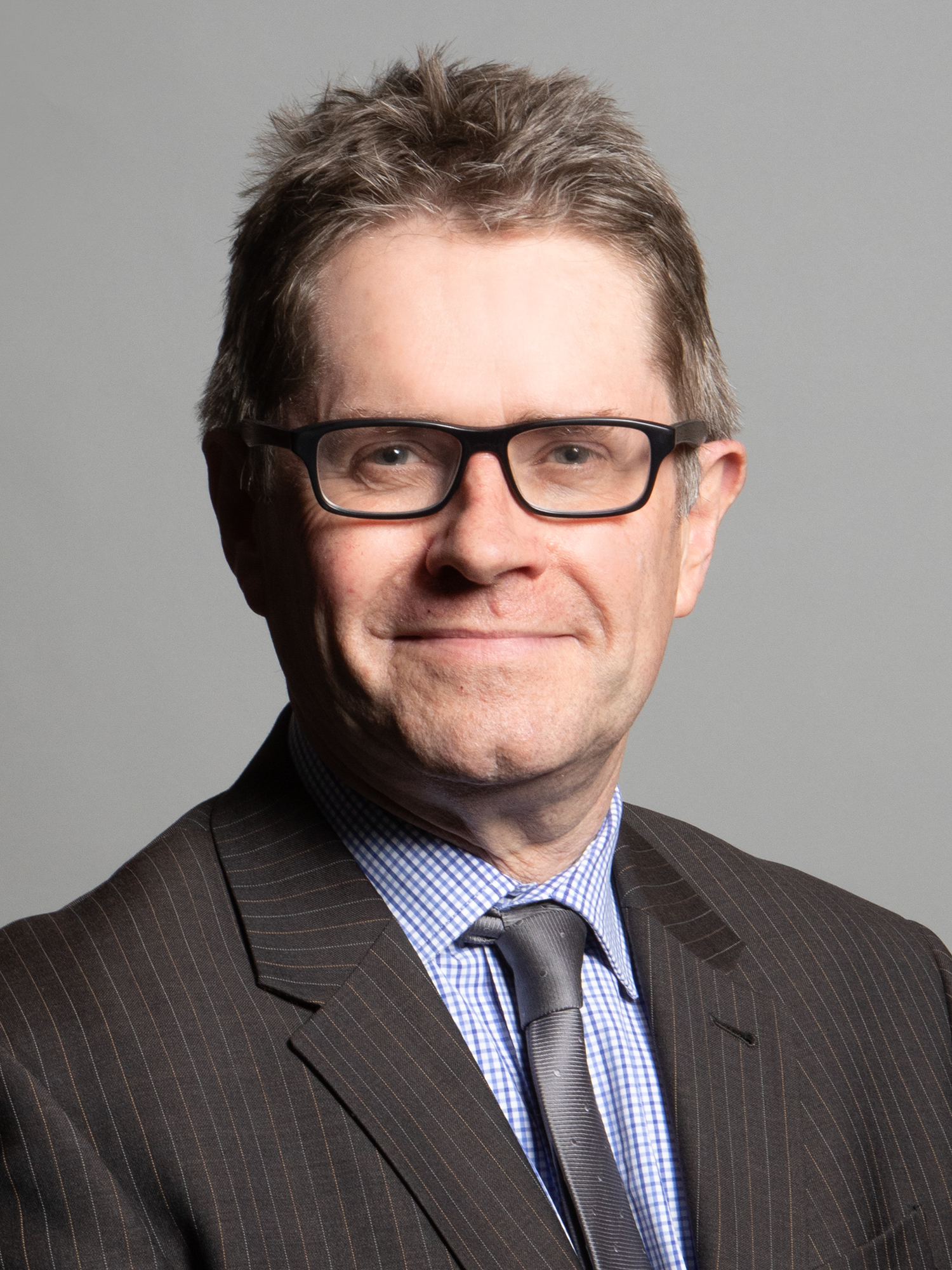

凱文·布倫南（Kevin Brennan，1959年10月16日—）是一位威爾斯政治人物，他的黨籍是工黨。自2001年開始，他擔任西加的夫選區選出的英國下議院議員。他現在擔任影子內閣的貿易和投資部長。

## 谴责中国政府
2020年9月8日在工党希柏恩·麦克唐纳的协调下，与包括英国保守党外交事务委员会主席托马斯·图根达特、自由民主党领袖爱德·戴维，以及英国绿党、苏格兰民族党和威尔士党在内的130多名议员给中国驻英大使刘晓明写信，联名谴责中国政府针对新疆维吾尔穆斯林的行为。